# Zdzisław Kegel
Zdzisław Kazimierz Kegel (ur. 17 marca 1935 w Krotoszynie albo w Zalesiu Małym, zm. 8 lutego 2022) – polski prawnik, profesor nauk prawnych, profesor zwyczajny Uniwersytetu Wrocławskiego, w latach 1996–2002 dziekan Wydziału Prawa, Administracji i Ekonomii Uniwersytetu Wrocławskiego, specjalista w zakresie kryminalistyki, kryminologii, procesu karnego i wiktymologii.

## Życiorys
W 1952 ukończył liceum ogólnokształcące w Koźminie, w latach 1953–1955 studiował na Wydziale Lekarskim Akademii Medycznej we Wrocławiu, w latach 1955–1960 na Wydziale Prawa Uniwersytetu Wrocławskiego. Po studiach został pracownikiem Pracowni Kryminalistycznej przy Katedrze Prawa Karnego UWr, od 1961 był zatrudniony w Katedrze Postępowania Karnego. W 1967 obronił pracę doktorską Dowód z ekspertyzy dokumentów sporządzonych pismem ręcznym w polskim procesie karnym napisaną pod kierunkiem Marii Lipczyńskiej. Od 1970 kierował na UWr Pracownią Kryminalistyczną. W latach 1974–1977 był kierownikiem nowo utworzonego Zakładu Kryminalistyki w Instytucie Prawa Sądowego Uniwersytecie Śląskim w Katowicach, w 1976 otrzymał stopień doktora habilitowanego. W 1977 powrócił na Uniwersytet Wrocławski, gdzie kierował kolejno Pracownią, Zakładem i Katedrą Kryminalistyki.
W 1995 prezydent RP nadał mu tytuł profesora nauk prawnych. W latach 1996–2002 był dziekanem Wydziału Prawa, Administracji i Ekonomii Uniwersytetu Wrocławskiego. Został profesorem zwyczajnym na tym wydziale, zatrudnionym w Katedrze Kryminalistyki. Był także nauczycielem akademickim Państwowej Wyższej Szkoły Zawodowej im. Angelusa Silesiusa w Wałbrzychu, Wyższej Szkoły Zarządzania „Edukacja” we Wrocławiu oraz Wyższej Szkoły Pedagogiki i Administracji im. Mieszka I w Poznaniu.
Pod jego kierunkiem stopień naukowy doktora uzyskał m.in. Antoni Feluś (1976).
W 2000 został odznaczony Krzyżem Kawalerskim Orderu Odrodzenia Polski